# 진키노돈하목
진키노돈하목(Eucynodontia)는 초기 포유류와 비포유류 키노돈트가 속한 키노돈트 분류군이다. 진키노돈하목에는 키노그나투스류와 프로바이노그나투스류, 그리고 카타이기도돈이라는 키노돈트가 속한다.